# Postleitzahl (Costa Rica)
Die Postleitzahlen in Costa Rica wurden ab März 2007 eingeführt und bestehen aus 5 Ziffern.
Die erste Ziffer bezeichnet die Provinzen, die zweite und dritte einen der 81 Kantone und die letzten beiden einen der 473 Distrikte. Die Ziffern entsprechen der Einteilung des nationalen Statistikamtes Instituto Nacional de Estadística y Censos (INEC).
1 Provinz San José
2 Provinz Alajuela
3 Provinz Cartago
4 Provinz Heredia
5 Provinz Guanacaste
6 Provinz Puntarenas
7 Provinz Limón
| Province   | Canton              | District                     | Postal Code |
| ---------- | ------------------- | ---------------------------- | ----------- |
| San José   | San José            | Carmen                       | 10101       |
| San José   | San José            | Merced                       | 10102       |
| San José   | San José            | Hospital                     | 10103       |
| San José   | San José            | Catedral                     | 10104       |
| San José   | San José            | Zapote                       | 10105       |
| San José   | San José            | San Francisco de Dos Ríos    | 10106       |
| San José   | San José            | Uruca                        | 10107       |
| San José   | San José            | Mata Redonda                 | 10108       |
| San José   | San José            | Pavas                        | 10109       |
| San José   | San José            | Hatillo                      | 10110       |
| San José   | San José            | San Sebastian                | 10111       |
| San José   | Escazú              | Escazú                       | 10201       |
| San José   | Escazú              | San Antonio                  | 10202       |
| San José   | Escazú              | San Rafael                   | 10203       |
| San José   | Desamparados        | Desamparados                 | 10301       |
| San José   | Desamparados        | San Miguel                   | 10302       |
| San José   | Desamparados        | San Juan de Dios             | 10303       |
| San José   | Desamparados        | San Rafael Arriba            | 10304       |
| San José   | Desamparados        | San Antonio                  | 10305       |
| San José   | Desamparados        | Frailes                      | 10306       |
| San José   | Desamparados        | Patarra                      | 10307       |
| San José   | Desamparados        | San Cristobal                | 10308       |
| San José   | Desamparados        | Rosario                      | 10309       |
| San José   | Desamparados        | Damas                        | 10310       |
| San José   | Desamparados        | San Rafael Abajo             | 10311       |
| San José   | Desamparados        | Gravilias                    | 10312       |
| San José   | Desamparados        | Los Guido                    | 10313       |
| San José   | Puriscal            | Santiago                     | 10401       |
| San José   | Puriscal            | Mercedes Sur                 | 10402       |
| San José   | Puriscal            | Barbacoas                    | 10403       |
| San José   | Puriscal            | Grifo Alto                   | 10404       |
| San José   | Puriscal            | San Rafael                   | 10405       |
| San José   | Puriscal            | Candelaria                   | 10406       |
| San José   | Puriscal            | Desamparaditos               | 10407       |
| San José   | Puriscal            | San Antonio                  | 10408       |
| San José   | Puriscal            | Chires                       | 10409       |
| San José   | Tarrazu             | San Marcos                   | 10501       |
| San José   | Tarrazu             | San Lorenzo                  | 10502       |
| San José   | Tarrazu             | San Carlos                   | 10503       |
| San José   | Aserrí              | Aserrí                       | 10601       |
| San José   | Aserrí              | Tarbaca                      | 10602       |
| San José   | Aserrí              | Vuelta de Jorco              | 10603       |
| San José   | Aserrí              | San Gabriel                  | 10604       |
| San José   | Aserrí              | Legua                        | 10605       |
| San José   | Aserrí              | Monterrey                    | 10606       |
| San José   | Aserrí              | Salitrillos                  | 10607       |
| San José   | Mora                | Colon                        | 10701       |
| San José   | Mora                | Guayabo                      | 10702       |
| San José   | Mora                | Tabarcia                     | 10703       |
| San José   | Mora                | Piedras Negras               | 10704       |
| San José   | Mora                | Picagres                     | 10705       |
| San José   | Goicoechea          | Guadalupe                    | 10801       |
| San José   | Goicoechea          | San Francisco                | 10802       |
| San José   | Goicoechea          | Calle Blancos                | 10803       |
| San José   | Goicoechea          | Mata de Platano              | 10804       |
| San José   | Goicoechea          | Ipis                         | 10805       |
| San José   | Goicoechea          | Rancho Redondo               | 10806       |
| San José   | Goicoechea          | Purral                       | 10807       |
| San José   | Santa Ana           | Santa Ana                    | 10901       |
| San José   | Santa Ana           | Salitral                     | 10902       |
| San José   | Santa Ana           | Pozos                        | 10903       |
| San José   | Santa Ana           | Uruca                        | 10904       |
| San José   | Santa Ana           | Piedades                     | 10905       |
| San José   | Santa Ana           | Brasil                       | 10906       |
| San José   | Alajuelita          | Alajuelita                   | 11001       |
| San José   | Alajuelita          | San Josécito                 | 11002       |
| San José   | Alajuelita          | San Antonio                  | 11003       |
| San José   | Alajuelita          | Concepcion                   | 11004       |
| San José   | Alajuelita          | San Felipe                   | 11005       |
| San José   | Vázquez de Coronado | San Isidro                   | 11101       |
| San José   | Vázquez de Coronado | San Rafael                   | 11102       |
| San José   | Vázquez de Coronado | Dulce Nombre de Jesús        | 11103       |
| San José   | Vázquez de Coronado | Patalillo                    | 11104       |
| San José   | Vázquez de Coronado | Cascajal                     | 11105       |
| San José   | Acosta              | San Ignacio de Acosta        | 11201       |
| San José   | Acosta              | Guaitil                      | 11202       |
| San José   | Acosta              | Palmichal                    | 11203       |
| San José   | Acosta              | Cangrejal                    | 11204       |
| San José   | Acosta              | Sabanillas                   | 11205       |
| San José   | Tibás               | San Juan                     | 11301       |
| San José   | Tibás               | Cinco esquinas               | 11302       |
| San José   | Tibás               | Anselmo Llorente             | 11303       |
| San José   | Tibás               | Leon XIII                    | 11304       |
| San José   | Tibás               | Colima                       | 11305       |
| San José   | Moravia             | San Vicente                  | 11401       |
| San José   | Moravia             | San Jeronimo                 | 11402       |
| San José   | Moravia             | Trinidad                     | 11403       |
| San José   | Montes de Oca       | San Pedro                    | 11501       |
| San José   | Montes de Oca       | Sabanilla                    | 11502       |
| San José   | Montes de Oca       | Mercedes                     | 11503       |
| San José   | Montes de Oca       | San Rafael                   | 11504       |
| San José   | Turrubares          | San Pablo                    | 11601       |
| San José   | Turrubares          | San Pedro                    | 11602       |
| San José   | Turrubares          | San Juan de Mata             | 11603       |
| San José   | Turrubares          | San Luis                     | 11604       |
| San José   | Turrubares          | Carara                       | 11605       |
| San José   | Dota                | Santa María                  | 11701       |
| San José   | Dota                | Jardin                       | 11702       |
| San José   | Dota                | Copey                        | 11703       |
| San José   | Curridabat          | Curridabat                   | 11801       |
| San José   | Curridabat          | Granadilla                   | 11802       |
| San José   | Curridabat          | Sánchez                      | 11803       |
| San José   | Curridabat          | Tirrases                     | 11804       |
| San José   | Pérez Zeledón       | San Isidro del General       | 11901       |
| San José   | Pérez Zeledón       | General                      | 11902       |
| San José   | Pérez Zeledón       | Daniel Flores                | 11903       |
| San José   | Pérez Zeledón       | Rivas                        | 11904       |
| San José   | Pérez Zeledón       | San Pedro                    | 11905       |
| San José   | Pérez Zeledón       | Platanares                   | 11906       |
| San José   | Pérez Zeledón       | Pejibaye                     | 11907       |
| San José   | Pérez Zeledón       | Cajon                        | 11908       |
| San José   | Pérez Zeledón       | Baru                         | 11909       |
| San José   | Pérez Zeledón       | Río Nuevo                    | 11910       |
| San José   | Pérez Zeledón       | Paramo                       | 11911       |
| San José   | León Cortés         | San Pablo                    | 12001       |
| San José   | León Cortés         | San Andres                   | 12002       |
| San José   | León Cortés         | Llano Bonito                 | 12003       |
| San José   | León Cortés         | San Isidro                   | 12004       |
| San José   | León Cortés         | Santa Cruz                   | 12005       |
| San José   | León Cortés         | San Antonio                  | 12006       |
| Alajuela   | Alajuela            | Alajuela                     | 20101       |
| Alajuela   | Alajuela            | San José                     | 20102       |
| Alajuela   | Alajuela            | Carrizal                     | 20103       |
| Alajuela   | Alajuela            | San Antonio                  | 20104       |
| Alajuela   | Alajuela            | Guacima                      | 20105       |
| Alajuela   | Alajuela            | San Isidro                   | 20106       |
| Alajuela   | Alajuela            | Sabanilla                    | 20107       |
| Alajuela   | Alajuela            | San Rafael                   | 20108       |
| Alajuela   | Alajuela            | Río Segundo                  | 20109       |
| Alajuela   | Alajuela            | Desamparados                 | 20110       |
| Alajuela   | Alajuela            | Turrucares                   | 20111       |
| Alajuela   | Alajuela            | Tambor                       | 20112       |
| Alajuela   | Alajuela            | Garita                       | 20113       |
| Alajuela   | Alajuela            | Sarapiquí                    | 20114       |
| Alajuela   | San Ramón           | San Ramón                    | 20201       |
| Alajuela   | San Ramón           | Santiago                     | 20202       |
| Alajuela   | San Ramón           | San Juan                     | 20203       |
| Alajuela   | San Ramón           | Piedades Norte               | 20204       |
| Alajuela   | San Ramón           | Piedades Sur                 | 20205       |
| Alajuela   | San Ramón           | San Rafael                   | 20206       |
| Alajuela   | San Ramón           | San Isidro                   | 20207       |
| Alajuela   | San Ramón           | Angeles                      | 20208       |
| Alajuela   | San Ramón           | Alfaro                       | 20209       |
| Alajuela   | San Ramón           | Volio                        | 20210       |
| Alajuela   | San Ramón           | Concepcion                   | 20211       |
| Alajuela   | San Ramón           | Zapotal                      | 20212       |
| Alajuela   | San Ramón           | Peñas Blancas                | 20213       |
| Alajuela   | Grecia              | Grecia                       | 20301       |
| Alajuela   | Grecia              | San Isidro                   | 20302       |
| Alajuela   | Grecia              | San José                     | 20303       |
| Alajuela   | Grecia              | San Roque                    | 20304       |
| Alajuela   | Grecia              | Tacares                      | 20305       |
| Alajuela   | Grecia              | Río Cuarto                   | 20306       |
| Alajuela   | Grecia              | Puente de Piedra             | 20307       |
| Alajuela   | Grecia              | Bolivar                      | 20308       |
| Alajuela   | San Mateo           | San Mateo                    | 20401       |
| Alajuela   | San Mateo           | Desmonte                     | 20402       |
| Alajuela   | San Mateo           | Jesús María                  | 20403       |
| Alajuela   | Atenas              | Atenas                       | 20501       |
| Alajuela   | Atenas              | Jesús                        | 20502       |
| Alajuela   | Atenas              | Mercedes                     | 20503       |
| Alajuela   | Atenas              | San Isidro                   | 20504       |
| Alajuela   | Atenas              | Concepcion                   | 20505       |
| Alajuela   | Atenas              | San José                     | 20506       |
| Alajuela   | Atenas              | Santa Eulalia                | 20507       |
| Alajuela   | Atenas              | Escobal                      | 20508       |
| Alajuela   | Naranjo             | Naranjo                      | 20601       |
| Alajuela   | Naranjo             | San Miguel                   | 20602       |
| Alajuela   | Naranjo             | San José                     | 20603       |
| Alajuela   | Naranjo             | Cirri Sur                    | 20604       |
| Alajuela   | Naranjo             | San Jeronimo                 | 20605       |
| Alajuela   | Naranjo             | San Juan                     | 20606       |
| Alajuela   | Naranjo             | Rosario                      | 20607       |
| Alajuela   | Naranjo             | Palmitos                     | 20608       |
| Alajuela   | Palmares            | Palmares                     | 20701       |
| Alajuela   | Palmares            | Zaragoza                     | 20702       |
| Alajuela   | Palmares            | Buenos Aires                 | 20703       |
| Alajuela   | Palmares            | Santiago                     | 20704       |
| Alajuela   | Palmares            | Candelaria                   | 20705       |
| Alajuela   | Palmares            | Esquipulas                   | 20706       |
| Alajuela   | Palmares            | Granja                       | 20707       |
| Alajuela   | Poas                | San Pedro                    | 20801       |
| Alajuela   | Poas                | San Juan                     | 20802       |
| Alajuela   | Poas                | San Rafael                   | 20803       |
| Alajuela   | Poas                | Carrillos                    | 20804       |
| Alajuela   | Poas                | Sabana Redonda               | 20805       |
| Alajuela   | Orotina             | Orotina                      | 20901       |
| Alajuela   | Orotina             | Mastate                      | 20902       |
| Alajuela   | Orotina             | Hacienda Vieja               | 20903       |
| Alajuela   | Orotina             | Coyolar                      | 20904       |
| Alajuela   | Orotina             | Ceiba                        | 20905       |
| Alajuela   | San Carlos          | Quesada                      | 21001       |
| Alajuela   | San Carlos          | Florencia                    | 21002       |
| Alajuela   | San Carlos          | Buenavista                   | 21003       |
| Alajuela   | San Carlos          | Aguas Zarcas                 | 21004       |
| Alajuela   | San Carlos          | Venecia                      | 21005       |
| Alajuela   | San Carlos          | Pital                        | 21006       |
| Alajuela   | San Carlos          | Fortuna                      | 21007       |
| Alajuela   | San Carlos          | Tigra                        | 21008       |
| Alajuela   | San Carlos          | Palmera                      | 21009       |
| Alajuela   | San Carlos          | Venado                       | 21010       |
| Alajuela   | San Carlos          | Cutris                       | 21011       |
| Alajuela   | San Carlos          | Monterrey                    | 21012       |
| Alajuela   | San Carlos          | Pocosol                      | 21013       |
| Alajuela   | Alfaro Ruiz         | Zarcero                      | 21101       |
| Alajuela   | Alfaro Ruiz         | Laguna                       | 21102       |
| Alajuela   | Alfaro Ruiz         | Tapezco                      | 21103       |
| Alajuela   | Alfaro Ruiz         | Guadalupe                    | 21104       |
| Alajuela   | Alfaro Ruiz         | Palmira                      | 21105       |
| Alajuela   | Alfaro Ruiz         | Zapote                       | 21106       |
| Alajuela   | Alfaro Ruiz         | Brisas                       | 21107       |
| Alajuela   | Valverde Vega       | Sarchi Norte                 | 21201       |
| Alajuela   | Valverde Vega       | Sarchi Sur                   | 21202       |
| Alajuela   | Valverde Vega       | Toro Amarillo                | 21203       |
| Alajuela   | Valverde Vega       | San Pedro                    | 21204       |
| Alajuela   | Valverde Vega       | Rodriguez                    | 21205       |
| Alajuela   | Upala               | Upala                        | 21301       |
| Alajuela   | Upala               | Aguas Claras                 | 21302       |
| Alajuela   | Upala               | San José (Pizote)            | 21303       |
| Alajuela   | Upala               | Bijagua                      | 21304       |
| Alajuela   | Upala               | Delicias                     | 21305       |
| Alajuela   | Upala               | Dos Ríos                     | 21306       |
| Alajuela   | Upala               | Yoliyllal                    | 21307       |
| Alajuela   | Los Chiles          | Los Chiles                   | 21401       |
| Alajuela   | Los Chiles          | Caño Negro                   | 21402       |
| Alajuela   | Los Chiles          | El Amparo                    | 21403       |
| Alajuela   | Los Chiles          | San Jorge                    | 21404       |
| Alajuela   | Guatuso             | San Rafael                   | 21501       |
| Alajuela   | Guatuso             | Buenavista                   | 21502       |
| Alajuela   | Guatuso             | Cote                         | 21503       |
| Alajuela   | Guatuso             | Katira                       | 21504       |
| Cartago    | Cartago             | Oriental                     | 30101       |
| Cartago    | Cartago             | Occidental                   | 30102       |
| Cartago    | Cartago             | Carmen                       | 30103       |
| Cartago    | Cartago             | San Nicolas                  | 30104       |
| Cartago    | Cartago             | Aguacaliente (San Francisco) | 30105       |
| Cartago    | Cartago             | Guadalupe (Arenilla)         | 30106       |
| Cartago    | Cartago             | Corralillo                   | 30107       |
| Cartago    | Cartago             | Tierra Blanca                | 30108       |
| Cartago    | Cartago             | Dulce Nombre                 | 30109       |
| Cartago    | Cartago             | Llano Grande                 | 30110       |
| Cartago    | Cartago             | Quebradilla                  | 30111       |
| Cartago    | Paraíso             | Paraíso                      | 30201       |
| Cartago    | Paraíso             | Santiago                     | 30202       |
| Cartago    | Paraíso             | Orosi                        | 30203       |
| Cartago    | Paraíso             | Cachi                        | 30204       |
| Cartago    | Paraíso             | Llanos de Santa Lucia        | 30205       |
| Cartago    | La Uníon            | Tres Ríos                    | 30301       |
| Cartago    | La Uníon            | San Diego                    | 30302       |
| Cartago    | La Uníon            | San Juan                     | 30303       |
| Cartago    | La Uníon            | San Rafael                   | 30304       |
| Cartago    | La Uníon            | Concepcion                   | 30305       |
| Cartago    | La Uníon            | Dulce Nombre                 | 30306       |
| Cartago    | La Uníon            | San Ramón                    | 30307       |
| Cartago    | La Uníon            | Río Azul                     | 30308       |
| Cartago    | Jiménez             | Juan Viñas                   | 30401       |
| Cartago    | Jiménez             | Tucurrique                   | 30402       |
| Cartago    | Jiménez             | Pejibaye                     | 30403       |
| Cartago    | Turrialba           | Turrialba                    | 30501       |
| Cartago    | Turrialba           | La Suiza                     | 30502       |
| Cartago    | Turrialba           | Peralta                      | 30503       |
| Cartago    | Turrialba           | Santa Cruz                   | 30504       |
| Cartago    | Turrialba           | Santa Teresita               | 30505       |
| Cartago    | Turrialba           | Pavones                      | 30506       |
| Cartago    | Turrialba           | Tuis                         | 30507       |
| Cartago    | Turrialba           | Tayutic                      | 30508       |
| Cartago    | Turrialba           | Santa Rosa                   | 30509       |
| Cartago    | Turrialba           | Tres Equis                   | 30510       |
| Cartago    | Turrialba           | La Isabel                    | 30511       |
| Cartago    | Turrialba           | Chirripo                     | 30512       |
| Cartago    | Alvarado            | Pacayas                      | 30601       |
| Cartago    | Alvarado            | Cervantes                    | 30602       |
| Cartago    | Alvarado            | Capellades                   | 30603       |
| Cartago    | Oreamuno            | San Rafael                   | 30701       |
| Cartago    | Oreamuno            | Cot                          | 30702       |
| Cartago    | Oreamuno            | Potrero Cerrado              | 30703       |
| Cartago    | Oreamuno            | Cipreses                     | 30704       |
| Cartago    | Oreamuno            | Santa Rosa                   | 30705       |
| Cartago    | El Guarco           | Tejar                        | 30801       |
| Cartago    | El Guarco           | San Isidro                   | 30802       |
| Cartago    | El Guarco           | Tobosi                       | 30803       |
| Cartago    | El Guarco           | Patio de Agua                | 30804       |
| Heredia    | Heredia             | Heredia                      | 40101       |
| Heredia    | Heredia             | Mercedes                     | 40102       |
| Heredia    | Heredia             | San Francisco                | 40103       |
| Heredia    | Heredia             | Ulloa                        | 40104       |
| Heredia    | Heredia             | Varablanca                   | 40105       |
| Heredia    | Barva               | Barva                        | 40201       |
| Heredia    | Barva               | San Pedro                    | 40202       |
| Heredia    | Barva               | San Pablo                    | 40203       |
| Heredia    | Barva               | San Roque                    | 40204       |
| Heredia    | Barva               | Santa Lucia                  | 40205       |
| Heredia    | Barva               | San José de la Montaña       | 40206       |
| Heredia    | Santo Domingo       | Santo Domingo                | 40301       |
| Heredia    | Santo Domingo       | San Vicente                  | 40302       |
| Heredia    | Santo Domingo       | San Miguel                   | 40303       |
| Heredia    | Santo Domingo       | Paracito                     | 40304       |
| Heredia    | Santo Domingo       | Santo Tomas                  | 40305       |
| Heredia    | Santo Domingo       | Santa Rosa                   | 40306       |
| Heredia    | Santo Domingo       | Tures                        | 40307       |
| Heredia    | Santo Domingo       | Para                         | 40308       |
| Heredia    | Santa Barbara       | Santa Barbara                | 40401       |
| Heredia    | Santa Barbara       | San Pedro                    | 40402       |
| Heredia    | Santa Barbara       | San Juan                     | 40403       |
| Heredia    | Santa Barbara       | Jesús                        | 40404       |
| Heredia    | Santa Barbara       | Santo Domingo                | 40405       |
| Heredia    | Santa Barbara       | Puraba                       | 40406       |
| Heredia    | San Rafael          | San Rafael                   | 40501       |
| Heredia    | San Rafael          | San Josécito                 | 40502       |
| Heredia    | San Rafael          | Santiago                     | 40503       |
| Heredia    | San Rafael          | angeles                      | 40504       |
| Heredia    | San Rafael          | Concepcion                   | 40505       |
| Heredia    | San Isidro          | San Isidro                   | 40601       |
| Heredia    | San Isidro          | San José                     | 40602       |
| Heredia    | San Isidro          | Concepcion                   | 40603       |
| Heredia    | San Isidro          | San Francisco                | 40604       |
| Heredia    | Belen               | San Antonio                  | 40701       |
| Heredia    | Belen               | Ribera                       | 40702       |
| Heredia    | Belen               | Asuncion                     | 40703       |
| Heredia    | Flores              | San Joaquín de Flores        | 40801       |
| Heredia    | Flores              | Barrantes                    | 40802       |
| Heredia    | Flores              | Llorente                     | 40803       |
| Heredia    | San Pablo           | San Pablo                    | 40901       |
| Heredia    | San Pablo           | Rincón de Sabanilla          | 40902       |
| Heredia    | Sarapiquí           | Puerto Viejo                 | 41001       |
| Heredia    | Sarapiquí           | La Virgen                    | 41002       |
| Heredia    | Sarapiquí           | Horquetas                    | 41003       |
| Heredia    | Sarapiquí           | Llanuras del Gaspar          | 41004       |
| Heredia    | Sarapiquí           | Cureña                       | 41005       |
| Guanacaste | Liberia             | Liberia                      | 50101       |
| Guanacaste | Liberia             | Cañas Dulces                 | 50102       |
| Guanacaste | Liberia             | Mayorga                      | 50103       |
| Guanacaste | Liberia             | Nacascolo                    | 50104       |
| Guanacaste | Liberia             | Curubande                    | 50105       |
| Guanacaste | Nicoya              | Nicoya                       | 50201       |
| Guanacaste | Nicoya              | Mansion                      | 50202       |
| Guanacaste | Nicoya              | San Antonio                  | 50203       |
| Guanacaste | Nicoya              | Quebrada Honda               | 50204       |
| Guanacaste | Nicoya              | Samara                       | 50205       |
| Guanacaste | Nicoya              | Nosara                       | 50206       |
| Guanacaste | Nicoya              | Belen de Nosarita            | 50207       |
| Guanacaste | Santa Cruz          | Santa Cruz                   | 50301       |
| Guanacaste | Santa Cruz          | Bolson                       | 50302       |
| Guanacaste | Santa Cruz          | Veintisiete de Abril         | 50303       |
| Guanacaste | Santa Cruz          | Tempate                      | 50304       |
| Guanacaste | Santa Cruz          | Cartagena                    | 50305       |
| Guanacaste | Santa Cruz          | Cuajiniquil                  | 50306       |
| Guanacaste | Santa Cruz          | Diria                        | 50307       |
| Guanacaste | Santa Cruz          | Cabo Velas                   | 50308       |
| Guanacaste | Santa Cruz          | Tamarindo                    | 50309       |
| Guanacaste | Bagaces             | Bagaces                      | 50401       |
| Guanacaste | Bagaces             | Fortuna                      | 50402       |
| Guanacaste | Bagaces             | Mogote                       | 50403       |
| Guanacaste | Bagaces             | Río Naranjo                  | 50404       |
| Guanacaste | Carrillo            | Filadelfia                   | 50501       |
| Guanacaste | Carrillo            | Palmira                      | 50502       |
| Guanacaste | Carrillo            | Sardinal                     | 50503       |
| Guanacaste | Carrillo            | Belen                        | 50504       |
| Guanacaste | Cañas               | Cañas                        | 50601       |
| Guanacaste | Cañas               | Palmira                      | 50602       |
| Guanacaste | Cañas               | San Miguel                   | 50603       |
| Guanacaste | Cañas               | Bebedero                     | 50604       |
| Guanacaste | Cañas               | Porozal                      | 50605       |
| Guanacaste | Abangares           | Juntas                       | 50701       |
| Guanacaste | Abangares           | Sierra                       | 50702       |
| Guanacaste | Abangares           | San Juan                     | 50703       |
| Guanacaste | Abangares           | Colorado                     | 50704       |
| Guanacaste | Tilaran             | Tilaran                      | 50801       |
| Guanacaste | Tilaran             | Quebrada Grande              | 50802       |
| Guanacaste | Tilaran             | Tronadora                    | 50803       |
| Guanacaste | Tilaran             | Santa Rosa                   | 50804       |
| Guanacaste | Tilaran             | Libano                       | 50805       |
| Guanacaste | Tilaran             | Tierras Morenas              | 50806       |
| Guanacaste | Tilaran             | Arenal                       | 50807       |
| Guanacaste | Nandayure           | Carmona                      | 50901       |
| Guanacaste | Nandayure           | Santa Rita                   | 50902       |
| Guanacaste | Nandayure           | Zapotal                      | 50903       |
| Guanacaste | Nandayure           | San Pablo                    | 50904       |
| Guanacaste | Nandayure           | Porvenir                     | 50905       |
| Guanacaste | Nandayure           | Bejuco                       | 50906       |
| Guanacaste | La Cruz             | La Cruz                      | 51001       |
| Guanacaste | La Cruz             | Santa Cecilia                | 51002       |
| Guanacaste | La Cruz             | Garita                       | 51003       |
| Guanacaste | La Cruz             | Santa Elena                  | 51004       |
| Guanacaste | Hojancha            | Hojancha                     | 51101       |
| Guanacaste | Hojancha            | Monte Romo                   | 51102       |
| Guanacaste | Hojancha            | Puerto Carrillo              | 51103       |
| Guanacaste | Hojancha            | Huacas                       | 51104       |
| Puntarenas | Puntarenas          | Puntarenas                   | 60101       |
| Puntarenas | Puntarenas          | Pitahaya                     | 60102       |
| Puntarenas | Puntarenas          | Chomes                       | 60103       |
| Puntarenas | Puntarenas          | Lepanto                      | 60104       |
| Puntarenas | Puntarenas          | Paquera                      | 60105       |
| Puntarenas | Puntarenas          | Manzanillo                   | 60106       |
| Puntarenas | Puntarenas          | Guacimal                     | 60107       |
| Puntarenas | Puntarenas          | Barranca                     | 60108       |
| Puntarenas | Puntarenas          | Monte Verde                  | 60109       |
| Puntarenas | Puntarenas          | Isla del Coco                | 60110       |
| Puntarenas | Puntarenas          | Cobano                       | 60111       |
| Puntarenas | Puntarenas          | Chacarita                    | 60112       |
| Puntarenas | Puntarenas          | Chira                        | 60113       |
| Puntarenas | Puntarenas          | Acapulco                     | 60114       |
| Puntarenas | Puntarenas          | El Roble                     | 60115       |
| Puntarenas | Puntarenas          | Arancibia                    | 60116       |
| Puntarenas | Esparza             | Espiritu Santo               | 60201       |
| Puntarenas | Esparza             | San Juan Grande              | 60202       |
| Puntarenas | Esparza             | Macacona                     | 60203       |
| Puntarenas | Esparza             | San Rafael                   | 60204       |
| Puntarenas | Esparza             | San Jeronimo                 | 60205       |
| Puntarenas | Buenos Aires        | Buenos Aires                 | 60301       |
| Puntarenas | Buenos Aires        | Volcan                       | 60302       |
| Puntarenas | Buenos Aires        | Potrero Grande               | 60303       |
| Puntarenas | Buenos Aires        | Boruca                       | 60304       |
| Puntarenas | Buenos Aires        | Pilas                        | 60305       |
| Puntarenas | Buenos Aires        | Colinas                      | 60306       |
| Puntarenas | Buenos Aires        | Changena                     | 60307       |
| Puntarenas | Buenos Aires        | Biolley                      | 60308       |
| Puntarenas | Buenos Aires        | Brunka                       | 60309       |
| Puntarenas | Montes de Oro       | Miramar                      | 60401       |
| Puntarenas | Montes de Oro       | Uníon                        | 60402       |
| Puntarenas | Montes de Oro       | San Isidro                   | 60403       |
| Puntarenas | Osa                 | Puerto Cortes                | 60501       |
| Puntarenas | Osa                 | Palmar                       | 60502       |
| Puntarenas | Osa                 | Sierpe                       | 60503       |
| Puntarenas | Osa                 | Bahia Ballena                | 60504       |
| Puntarenas | Osa                 | Piedras Blancas              | 60505       |
| Puntarenas | Aguirre             | Quepos                       | 60601       |
| Puntarenas | Aguirre             | Savegre                      | 60602       |
| Puntarenas | Aguirre             | Naranjito                    | 60603       |
| Puntarenas | Golfito             | Golfito                      | 60701       |
| Puntarenas | Golfito             | Puerto Jiménez               | 60702       |
| Puntarenas | Golfito             | Guaycara                     | 60703       |
| Puntarenas | Golfito             | Pavon                        | 60704       |
| Puntarenas | Coto Brus           | San Vito                     | 60801       |
| Puntarenas | Coto Brus           | Sabalito                     | 60802       |
| Puntarenas | Coto Brus           | Aguabuena                    | 60803       |
| Puntarenas | Coto Brus           | Limóncito                    | 60804       |
| Puntarenas | Coto Brus           | Pittier                      | 60805       |
| Puntarenas | Parrita             | Parrita                      | 60901       |
| Puntarenas | Corredores          | Corredor                     | 61001       |
| Puntarenas | Corredores          | La Cuesta                    | 61002       |
| Puntarenas | Corredores          | Canoas                       | 61003       |
| Puntarenas | Corredores          | Laurel                       | 61004       |
| Puntarenas | Garabito            | Jaco                         | 61101       |
| Puntarenas | Garabito            | Tarcoles                     | 61102       |
| Limón      | Limón               | Limón                        | 70101       |
| Limón      | Limón               | Valle La Estrella            | 70102       |
| Limón      | Limón               | Río Blanco                   | 70103       |
| Limón      | Limón               | Matama                       | 70104       |
| Limón      | Pococí              | Guapiles                     | 70201       |
| Limón      | Pococí              | Jiménez                      | 70202       |
| Limón      | Pococí              | Rita                         | 70203       |
| Limón      | Pococí              | Roxana                       | 70204       |
| Limón      | Pococí              | Cariari                      | 70205       |
| Limón      | Pococí              | Colorado                     | 70206       |
| Limón      | Siquirres           | Siquirres                    | 70301       |
| Limón      | Siquirres           | Pacuarito                    | 70302       |
| Limón      | Siquirres           | Florida                      | 70303       |
| Limón      | Siquirres           | Germania                     | 70304       |
| Limón      | Siquirres           | Cairo                        | 70305       |
| Limón      | Siquirres           | Alegria                      | 70306       |
| Limón      | Talamanca           | Bratsi                       | 70401       |
| Limón      | Talamanca           | Sixaola                      | 70402       |
| Limón      | Talamanca           | Cahuita                      | 70403       |
| Limón      | Talamanca           | Telire                       | 70404       |
| Limón      | Matina              | Matina                       | 70501       |
| Limón      | Matina              | Battan                       | 70502       |
| Limón      | Matina              | Carrandi                     | 70503       |
| Limón      | Guácimo             | Guácimo                      | 70601       |
| Limón      | Guácimo             | Mercedes                     | 70602       |
| Limón      | Guácimo             | Pocora                       | 70603       |
| Limón      | Guácimo             | Río Jiménez                  | 70604       |
| Limón      | Guácimo             | Duacari                      | 70605       |